# Pionerskij (Circondario autonomo degli Chanty-Mansi-Jugra)
Pionerskij (in russo Пионерский?) è un insediamento di tipo urbano della Russia siberiana occidentale situato nel distretto Sovetskij del Circondario Autonomo degli Chanty-Mansi.
Si trova vicino al confine con l'oblast' di Sverdlovsk; confina a ovest con l'insediamento di Malinovskij.